# Pustertal
Pustertal (italià Val Pusteria, ladí Val de Puster) és una vall dels Alps orientals, situat al Tirol del Sud i el Tirol Oriental, en direcció est-oest entre Brixen i Lienz. Comprèn els municipis d'Außervillgraten,  Brunico/Bruneck, Kiens, Dobbiaco/Toblach, Falzes/Pfalzen, Gais, Innervillgraten, Lienz, Monguelfo/Welsberg, Perca/Percha, San Candido/Innichen, San Lorenzo di Sebato/Sankt Lorenzen, Sillian, Terento/Terenten, Valdaora/Olang, Vandoies/Vintl i Villabassa/Niederdorf.

## Geografia
Geogràficament està situada a la part occidental de la Línia Periadriàtica, que separa els Alps Calcaris Meridionals de la secció central. La meitat de la vall desemboca al mar Adriàtic, a través del riu Isarco i pel Tirol. I comprèn també les valls de Gran Ega. Els principals rius són Antholzer Bach, Ahr, Pragser Bach, Gsieser Bach, Gader, Pfunderer Bach, i Lüsenbach.

## El districte de Pustertal
També és un districte del Tirol del Sud (alemany Bezirksgemeinschaft Pustertal, italià comprensorio della Val Pusteria), instituït el 1969 i amb capital a Bruneck, que comprèn 26 municipis:
1. Badia - Abtei
2. Prags - Braies
3. Bruneck - Brunico
4. Sand in Taufers - Campo Tures
5. Kiens - Chienes
6. Corvara - Corvara
7. Toblach -Dobbiaco
8. Pfalzen - Falzes
9. Gais - Gais
10. La Val - Wengen - La Valle
11. Mareo - Enneberg - Marebbe
12. Welsberg-Taisten - Monguelfo-Tesido
13. Percha - Perca
14. Prettau - Predoi
15. Rasen-Antholz - Rasun Anterselva
16. Innichen - San Candido
17. Mühlwald - Selva dei Molini
18. Sexten - Sesto
19. Sankt Lorenzen - San Lorenzo di Sebato
20. San Martin de Tor - Sankt Martin in Thurn - San Martino in Badia
21. Terenten - Terento
22. Olang - Valdaora
23. Ahrntal - Valle Aurina
24. Gsies - Valle di Casies
25. Vintl - Vandoies
26. Niederdorf - Villabassa